# 納爾遜縣 (維吉尼亞州)
納爾遜县（英語：Nelson County）是美國維吉尼亞州中部的一個縣。面積1,228平方公里。根據美國2000年人口普查，共有人口14,445人。縣治拉溫斯頓 (Lovingston)。
成立於1807年12月25日。縣名紀錄美國獨立宣言簽署人、維吉尼亞州州長湯瑪斯·納爾遜。